# Vidas Alunderis
Vidas Alunderis (ur. 27 marca 1979 w Kłajpedzie) – litewski piłkarz występujący na pozycji obrońcy.

## Kariera piłkarska

### Kariera klubowa
W 1996 roku rozpoczął karierę piłkarską w klubie Žalgiris-Volmeta Wilno. Potem reprezentował barwy Atlantasu Kłajpeda, Geležinisu Wilno, Ardena Wilno i Žalgirisu Wilno. Latem 2001 wyjechał do Ukrainy, gdzie został piłkarzem Metalista Charków. Po dwóch sezonach powrócił do ojczyzny, gdzie występował w barwach Vėtry Rūdiškės i ponownie Atlantasu Kłajpeda. Latem 2004 podpisał 2,5 letni kontrakt z Zagłębie Lubin. W polskiej ekstraklasie rozegrał 51 meczów i strzelił 3 gole. W 2007 roku został mistrzem Polski. W lipcu 2008 podpisał 2-letni kontrakt z ukraińską Tawriją Symferopol. Nie dostał się do podstawowego składu i zimą 2009 został wystawiony na transfer. Pół roku podtrzymywał formę z młodzieżową drużyną Tawrii, po czym 23 czerwca 2009 roku przeszedł do austriackiego LASK Linz. Następnie grał w takich klubach jak: Bałtika Kaliningrad, Simurq Zaqatala, Sibir Nowosybirsk i Atlantas Kłajpeda.

## Kariera reprezentacyjna
W reprezentacji Litwy od 2003 do 2010 rozegrał 21 meczów.

## Sukcesy i odznaczenia
- mistrz Polski: 2007